# Obrona narodowa
Obrona narodowa – całokształt sił i środków państwa i społeczeństwa, a także sposoby oddziaływania na otoczenie w celu zapobiegania i przeciwdziałania zagrożeniom, które godzić by mogły w bezpieczeństwo narodowe. Definicja funkcjonalna zakłada, iż jest to działalność, mająca na celu obronę ludności, mienia i środowiska.  
System obrony narodowej dzieli się na dwie części: cywilną i wojskową. Skuteczny system obrony narodowej stanowi integralną część polityki zagranicznej państwa, gdyż świadczy o jego spójności.